# Zespół Panayiotopoulosa
Zespół Panayiotopoulosa, łagodna padaczka częściowa wieku dziecięcego z napadami wegetatywnymi, dawniej łagodna nocna dziecięca padaczka potyliczna – rzadki, idiopatyczny zespół padaczkowy, jedna z łagodnych dziecięcych padaczek częściowych. 

## Epidemiologia
- 2–8 rok życia
- szczyt zachorowań – 5 rok życia[2]

## Cechy kliniczne
- napady noce
- zwrot gałek ocznych
- objawy autonomiczne, np. wymioty
- neurologicznie bez odchyleń
- ustępuje po okresie 1–2 lat[2]

## Diagnostyka
Prawidłowa czynność podstawowa. Wzór zapisu EEG jest zmienny, z obecnością iglic w odprowadzeniach potylicznych, środkowo-skroniowych, ciemieniowych i nawet uogólnionych.
Wyładowania są aktywowane snem, zamknięciem oczu lub ciemnością.